# Hokkaidō-jingū

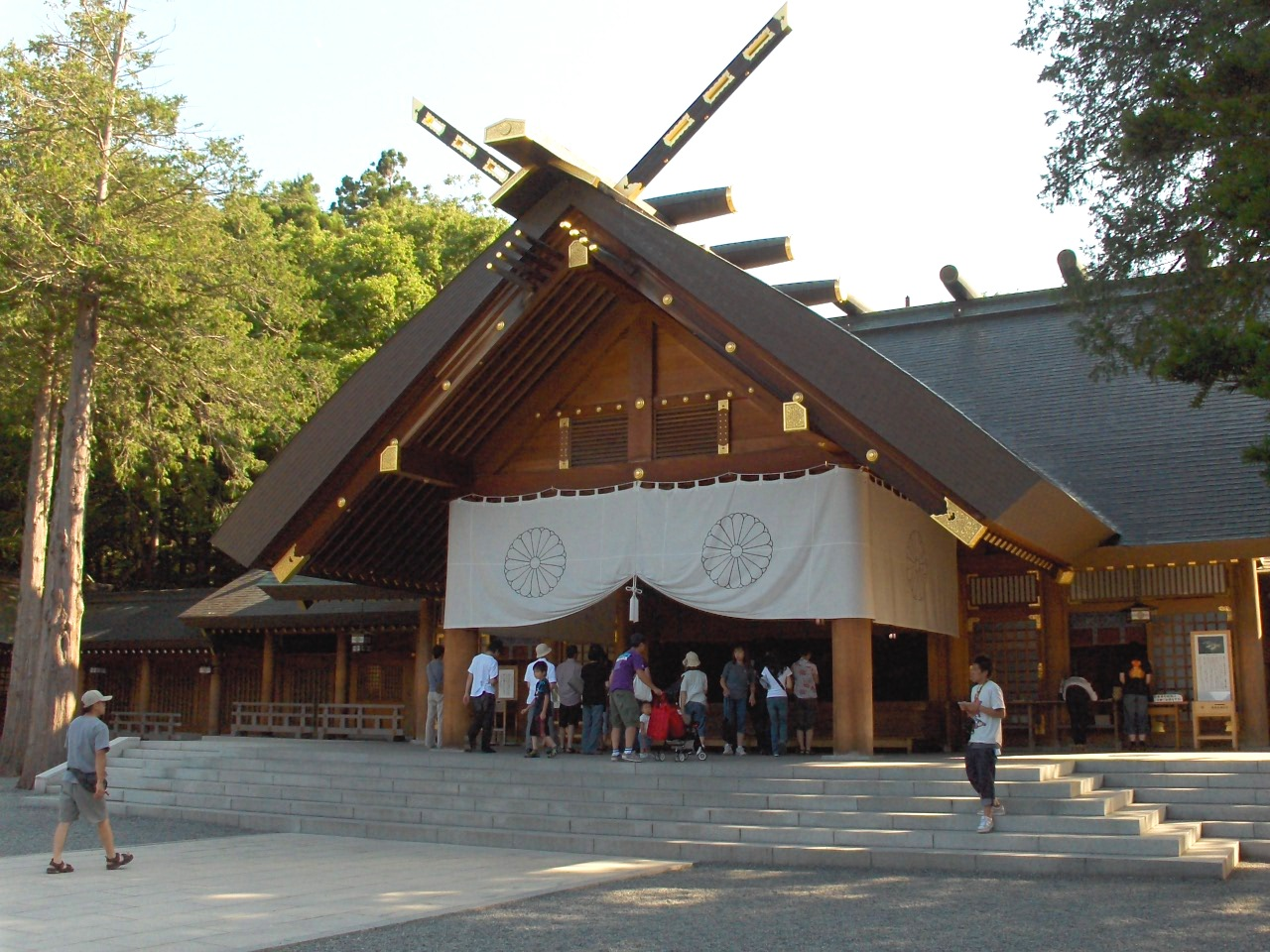
Vue du Hokkaidō-jingū.

Le Hokkaidō-jingū (北海道神宮, Hokkaidō-jingū) est un sanctuaire shinto à Sapporo au Japon. Situé dans le parc Maruyama de Chūō-ku, le sanctuaire Hokkaido est consacré à quatre kamis, dont l'âme de l'empereur Meiji. Un certain nombre de participants à l'exploration du Hokkaidō tel que Mamiya Rinzō y sont aussi vénérés.

## Histoire
En 1869, sur ordre de l'empereur Meiji se tient à Tokyo une cérémonie destinée à consacrer trois kamis (divinité shinto) : Ōkunitama, Ōkuninushi et Sukunahikona. Ils sont consacrés en tant que « trois divinités de la mise en valeur de Hokkaidō » (開拓三神, Kaitaku sanjin) et plus tard transportés à Sapporo par des officiers du Kaitakushi, précédent gouvernement de la préfecture d'Hokkaidō.
Un bâtiment provisoire du sanctuaire pour trois kamis est construit en 1870 à Sapporo, bien que son emplacement soit différent de l'actuel site où se trouve le Hokkaidō-jingū. En 1871, le sanctuaire est bâti sur son site actuel, nommé « sanctuaire Sapporo » (Sapporo-jinja) et le 14 septembre a lieu la cérémonie d'inauguration.
De 1889 jusqu'à 1946, le Sapporo-jinja est officiellement désigné comme l'un des kanpei-taisha (官幣大社), ce qui signifie qu'il se trouve au premier rang des sanctuaires soutenus par le gouvernement.
L'âme de l'empereur Meiji est de nouveau consacrée au sanctuaire en 1964 et le bâtiment officiellement renommé « Hokkaidō-jingū ». Le sanctuaire est détruit par un incendie en 1974 et reconstruit en 1978.

## Vue d'ensemble
La superficie du sanctuaire d'Hokkaido est de 180 000 m2. Durant la saison de floraison des cerisiers, le Hokkaidō-jingū est rempli de visiteurs appréciant la coutume traditionnelle hanami. De nombreuses personnes visitent aussi le sanctuaire pour le Nouvel An japonais afin de participer au hatsumōde.
Chaque année du 14 au 16 juin se tient le principal festival du sanctuaire, également appelé « festival de Sapporo » (Sapporo matsuri), et une file de personnes portant le mikoshi défile dans la rue qui mène au sanctuaire. Des activités de scoutisme sont aussi organisées.